# Малолетничка делинквенција
Малолетничка делинквенција је преступничко понашање специфично за популацију малолетника. У ужем, строго правном смислу, сви видови понашања младих, старијих од 14, а млађих од 21 годину који, према закону, спадају у кривична дела. Сви облици делинквентног понашања младих могу се сврстати у четири категорије: радње деструктивно уперене против интегритета других личности, радње деструктивно уперене против власништва и материјалних добара других, радње повлачења и радње самоуништења. Постоји и подела која у облике делинквенције укључује: преступе кривично-правних норми, преступе прекршајних норми и преступе моралних норми.
Поремећај понашања, васпитна запуштеност, субнормалне или неуобичајене личности, лоше друштвено понашање, асоцијалност, поремећаји карактера, психопатска личност и примарни поремећаји понашања синоними су за последицу неприлагођеног понашања са којим се неретко сусрећемо данас.
Поред стандардних узрока, који подстичу једног малолетника,криминалитет увек има и своје специфичне корене који су везани за неку културну и друштвену средину.
Највећи утицај на друштвене девијације младих имају породица, школа и друштво. Негативни утицај комбинације ова три фактора доводи до делинквентног понашања особа млађих од 18 година.

### Увод
Делинквенција је кршење одређених друштвених норми тј. све негативне диспозиције омладине за које су законом предодређене санкције.
Константан бес, љутња и много пута поновљени неуспеси који доводе до агресије, а потом и делинквенције захтевају велику пажњу околине и стручњака као и напоран рад на сузбијању истих. Да би дим нестао треба најпре угасити ватру, што ће рећи да је кључна ствар у сузбијању појава откривање и отклањање узрока истих.
Проблем малолетничке делинквенције се може посматрати кроз више научних дисциплина, као што су педагогија, психологија, социологија...

### Делинквенција
Васпитна запуштеност деце корак је испред делинквенције. Под тим термином подразумева се облик учесталог девијантног понашања са таквим интензитетом да негативно делује на прилагођавање тј. поткрепљује тешкоћу прилагођавања омладине. Утврђено је да је лоше прилагођавање васпитно запуштене деце последица трајније, а у неким случајевима и дубоке дисхармоније односа између њихове личности и средине у којој се налазе, а узрок настанка малолетних делинквената..
Појам делинквенција може се посматрати у ужем и ширем смислу. Шири смисао овог термина подразумева кршења друштвених норми за која су законом предвиђене казне што ће рећи да у то спадају све негативне диспозиције омладине за које су прописане одговарајуће санкције.
За ближе и додатно појашњење овог поремећаја понашања, користи се дефиниција у ужем смислу, тачније делинквенција представља кршење законских прописа од стране непунолетних лица тј. подразумева све преступе омладине у које спадају физичко насиље, уништавање друштвене и приватне имовине, крађе, провале, разбојништва, хулиганство као и остали облици испољавања девијантног понашања.
За овај вид понашања, слободно се може рећи да је двоструко неприлагођен: као примарни део износи се друштвена неприлагођеност (друштво га осуђује и прогони), а истовремено се јавља облик личне неприлагођености (константан страх од казне). Починиоци преступа називају се делинквентима.

### Узроци делинквенције
Узроци настанка ове врсте поремећаја понашања од круцијалног су значаја за помоћ при отклањању и сузбијању истог. Управо то представља разлог, зашто се, као и по питању најприкладније и одговарајуће терминологије при дефинисању преступништва, када је реч о узроцима настанка истих, воде многобројне расправе и полемике.
Евидентно је да узрок не може бити само један, тачније да је немогуће чак ни да постоји само једна врста узрока, мада су у ранијим теоријама забележена и таква тумачења. Ипак, када говоримо о разлогу настанка малолетних преступника, наглашавамо да је у питању читав комплекс узрока као и многобројних узрочно-последичних веза тј. сагледавање сплета околности са биолошко-психолошко-социјалног аспекта.
У савременом свету прихваћено је мишљење да не постоји такозвани „преступнички тип“, већ да је делинквент обично дете, неважно којег пола, које представља продукт своје средине и утицаја исте на његову личност тј. спој спољашњих и унутрашњих фактора.

### Социјализација
Спољашњи узроци делинквенције у првом реду представљају утицај социјалних фактора на развој личности. Социјализација се огледа у континуираном мењању понашања социјалних фактора. Чиниоци социјализације су: породица, школа, вршњаци, друштвене организације, масовни медији, а у изворе спадају култура и друштвени системи. Све то има огроман утицај на ток и развој личности.
Учење на основу контакта са другим људима у себи садржи следеће групе садржаја социјалног учења: прихваћене и окарактерисане као исправне и правилне од стране друштва.

### Утицај породичног фактора
Пресудан утицај на формирање личности има породица, тачније родитељи уз назнаку појединаца да рано детињство одређује личност одраслог човека. У прилог томе говоре статистички подаци који наглашавају да растурање породице, ванбрачно рођење, ниска школска спрема као и лоше здравствено стање родитеља, сиромаштво имају скоро па пресудан значај у васпитној запуштености и малолетничком преступништву.
Живот у таквој средини свакако оставља дубок траг у развоју једног појединца и има негативне последице на формирање његове личности зато што породица, а првенствено родитељи, треба да буду основна, безусловна и најбитнија подршка и ослонац детету.
Општи породични контекст је повезан са социо-материјалним осујећеностима и сиромаштвом. Девијантно понашање малолетника је на неки начин повезано са финансијском ситуацијом родитеља. За родитеље који имају мала примања, на шта се најчешће надовезују и остале животне потешкоће, бити родитељ није ни мало лак задатак.
Недостатак новца и материјална анксиозност представљају одређени сплет узрока који доводе до породичних конфликата:
Пажња са родитељства се преусмерава на питања животног опстанка, при чему се ствара психичко осећање искључења из околине, физички и емоционални ресурси родитељства се умањују, а критеријум васпитних метода опада.
Сиромаштво није једини, нити главни узрок који доводи до овог проблема, али постоји јасна веза која показује да услови социјалне немаштине имају значајан утицај на испољавање преступничког понашања.
Још један од узрока лошег породичног фактора јесу физичке и психичке болести родитеља, као и одсуство ,, родитељске топлине. При научним истраживањима, јавили су се следећи резултати:
1. Здравствено стање родитеља било је на веома ниском нивоу (само 40% било је здраво). Најчешће болести биле су плућне, стомачне и срчане, а било је и 9% нервних болесника. 20% очева и 22% мајки (маћеха) било је зависно о алкохолним средствима. 42% деце је из непотпуних породица, док 22% су ванбрачно рођена деца.
2. Највећи број родитеља био је само са основним образовањем док је чак 67% било неписмено.
3. Чак 82% деце је бежало од школе или је поновило разред.

Живот у таквој средини, као и присуство ових фактора, оставља дубок траг у развоју једног појединца и има негативне последице на формирање његове личности. Ти малолетници, који касније одрасту, имају тешкоће у стварању индивидуалних односа, и тешко контролишу емоције. Јавља се недостатак способности и мотивације за напретком у школовању, и поремећен систем вредности.

### Утицај школе и вршњака
По многим истраживањима показано је да деца девијантног понашања не воле своје професоре или наставнике, чак 82% њих. Девијантно понашање код малолетника је настало због неког вида дискриминације у њиховој прошлости, те наставак тога само поспешује развој истог.
Како бивају изопштени и исмејани из друштва, почињу са још горим понашањем не би ли привукли пажњу својих другова. Како то често не уроди плодом, они се онда повезују са другим малолетницима или, врло често и старијим друштвом ван своје школе који имају сличне проблеме и на тај начин образују неке врсте банди.

### Развој деце у психолошком смислу – психолошки узроци
Формирање личности се првенствено одвија у породици, која представља прво и основно људско место у којој се појединац сусреће са условима друштвено-културног живота, који му одређује околина у којој се може развијати као личност. Породица представља заједницу у којој се развој личности остварује кроз сложене процесе култивисања, социјализације, као и индивидуализације, на основу чега ће дете постати самостална личност која се изграђује наспрам културног наслеђа и друштвеног живота које, пре свега, упознаје у својој породици.
Развој сваког појединца представљају стални процеси који се одвијају од зачећа до зрелости, тј. Кроз читав период трајања његовог живота.
Научна испитивања су показала да деца у различити добима старости испољавају такозване опште форме развоја, по којима се свако доба разликује од претходног, и од надолазећег.
На развој сваког појединца утичу три међусобно повезана фактора:
1. Наслеђе
2. Околина
3. Активност појединца

Ови фактори утичу на формирање битних и непоновљивих карактеристика сваког појединца. Сматра се да су малолетни делинквенти социјално, емоционално и интелектуално незрела деца.
Од та три облика незрелости највише се значаја придаје емоционалном делу. Незрелост по питању емоција настаје као последица протеста према средини и ниске фрустрационе толеранције, који временом прерастају у сталан осећај несигурности, који може и често доводи до анксиозног стања.
Социјални облик незрелости је у уској вези са овим емоцијама што показује да малолетни делинквенти све оно што желе, желе одмах и на начин на који су они то замислили, а уколико се то не испуни почињу да се понашају агресивно и бивају веома фрустрирани.
Интелектуална незрелост тј. мања интелигенција ове деце у односу на осталу децу је веома лабилан аргумент и као антитеза томе износи се да постоји велика могућност да су мање интелигентна деца ухваћена, а да она са просечном или надпросечном интелигенцијом још увек нису.
Такође, као унутрашњи узрок могу се истаћи и црте темперамента, као што су висок ниво активности, повишена реактивност и низак праг одговора на спољне дражи.

### Карактеристике малолетних преступника
Свако раздобље живота човека је једна посебна и сврсисходна целина, а развој старења се, као процес састоји од прелажења са нижих на више степене. Услови социјалне средине, у којима се непрекидно одвија процес психолошког развоја детета, су се мењали зависно од објективних околности и од њих испољеног културног става дететове околине према деци и младима.
Особине детета, формиране у условима његовог постојања, утицале су да му положај у друштвеној заједници буде потчињен. Зависност деце се огледа у томе што одрасли заједно доносе одлуке о спремности прилагођавања својих потреба потребама и захтевима детета у сваком од периода формирања и сазревања.
Зачеци асоцијалности се могу јавити у најранијим годинама живота. Физичке и психичке особине деце у периоду пре пубертета утичу на испољавање девијантног понашања, а свакако најосетљивији период емоционалног сазревања јесте доба адолесценције, у коме се свака фаза одликује извесним психичким карактеристикама.
Када говоримо о физичким особинама малолетних делинквената прва ствар коју треба нагласити јесте та да не постоји знатна разлика између њих и остале деце у том погледу. Велики проценат њих мокрио је у кревет, а јављају се и ноћни страх, фрасови и анемија. Наводи се и то да су прележали разне дечије болести попут богиња, болести дисајних органа и стомачних обољења. Неки значајнији утицај ових особина није потврђен.
Интелектуалне особине малолетних лица делинквентног понашања у први ред стављају полемику о интелигенцији ове деце. Долази до великих несугласица научника, а узрок томе јесу коришћења различитих тестова и тестирање различитих популација. Ранија истраживања су показала да је 50%-75% ове деце ментално заостало, док новија истраживања дају резултате да је 70%-90% те деце просечне интелигенције, а чак 10%-20% надпросечних интелектуалних могућности и способности, а свега 35% ментално заостала деца.
Износе се мишљења да их одликује оскудан речник, ниска вербална интелигенција, мања креативност, слабија фантазија, не тако високе нумеричке способности и мања способност посматрања.

### Емоционалне особине малолетних делинквената
По мишљењу многих психолога, емоционални проблеми су главни узрок настанка малолетника проблематичног понашања. По питању физичких, интелектуалних и социјалних особина делинквената мишљења стручњака су подељена, али када је реч о емоционалним особинама највећи број заступа и истиче мишљење да су малолетни преступници емоционално незреле особе без могућности контролисања емоција у односу на социјалне захтеве на друштвено прихватљиве начине. 
То су деца која желе све и одмах и како нису у стању да одложе или на прави начин каналишу своје жеље својим понашањем доводе до сукоба потреба и задовољења из чега се као закључак намеће да је прва карактеристика малолетних делинквената бурно реаговање у фрустрационим ситуацијама.
Такође, нешто што карактерише васпитно запуштену децу јесте поремећен систем вредности. Последица последње две карактеристике јесу чести сексуални преступи или велики број краткотрајних емотивних веза са различитим партнерима које не захтевају никакву дозу одговорности.
Често бивају у ситуацији да због новца или доказивања у друштву буду приморани на лажи и крађе. Истраживања су показала да при извршењу кривичних дела, ова деца осећају константан страх и напетост који за последицу дају присилну неурозу. Уз често пута поновљену присиљену неурозу, нескладан развој личности и неприлагођен однос са околином често настају тежи и лакши облици душевних поремећаја због чега је рад са делинквентима изузетно тежак, резултати неретко слаби, готово никакви.

### Социјалне особине малолетних делинквената
Код социјалних особина полази се од претпоставке да су они социјално незреле особе које нису способне за професионално оспособљавање или рад. Постављању ове тезе допринели су многобројни случајеви у којима су социјално незреле особе и лоши ученици. Ово мишљење би било свеопште прихваћено да се као антитеза нису супротставили малобројни примери одличних ученика који такође својим преступима прелазе на другу страну закона.
Синтеза ове две супротстављене ствари огледа се у томе да када се малолетни преступници укључе у заједницу и рад исте, постају социјално веома успешни. Ово нам као закључак намеће да готово све зависи од нашег прихватања и пружања пријатељске руке. Кључна ствар је у томе да се фокус са дисхармоничног односа са спољашњом средином премести на преиспитивање способности, интересовања и склоности малолетних делинквената за професионално оспособљавање. Као и њихови вршњаци најбоље могу да напредују у области која их интересује.
Као закључак се може истаћи да су социјалне особине битне, али не и кључне код малолетних преступника јер се могу мењати на горе објашњен начин.

### Социјални страх
Социјално насиље младих у Србији једним делом представља и побуну појединих мушкараца на осећај губитка животних шанси, и повратку тзв, мушких традиција, које укључују и насиље. Физички обрачуни су често део ,, доказивања мушкости , чиме појединци показују да су вредни поштовања и при томе осећају висок ниво социјалне фрустрираности.
Неки малолетници насилним понашањем желе да надвладају осећај срама који може бити поткан безазленом увредом, сукобом око девојке, или сличном ситуацијом.
Физички напад на некога настаје у ,, одбрани части, чиме се стиче тренутни али такође и лажни осећај поноса. Употреба алкохола и других опијата се такође сматра мушком ствари, из које, нажалост, произилази велики број тешких кривичних дела.
С друге стране се јавља криза ,, традиционалне мушкости, при чему мушкарац више није једини хранитељ у породици, што доводи до поделе улога, па услед све већег присуства женске радне снаге, настаје несигурност код појединца. Нека тржишта фаворизују традиционалне женске квалитете, при чему на неки начин укидају шансе младим мушкарцима. Они се тада окрећу традицији мушкости, и предају се алкохолу или насиљу уз спортске догађаје.
Протестна мушкост је карактеристична за незапослене младиће и она представља покушај поновног ,, рађања напуштеног концепта мушке улоге.

### Личност (профил) малолетног преступника
Без обзира што не постоји утврђени профил малолетног делинквента, мишљење многих стручњака је да сваки од њих садржи неку од ових особина:
Како често бивају одбачени од стране неделинквентних вршњака своје околине, временом постају мање спремни на сарадњу са другима што доводи и до потпуне асоцијалности. Асоцијалност са собом носи и културну заосталост и често се делинквенти карактеришу као необразовани, неваспитани и социјално заостали.
Убеђени да никоме није стало до њих имају мањи осећај кривице и минималан страх од неуспеха. Кривицу и неуспех сами сносе те временом под притиском често долази до губљења самоконтроле.
Други, такође наведени узрок може бити директан одговор малолетника на фрустрације. Подстицај томе даје учешће вршњака у одређеним криминалним делима. Имајући подршку од стране својих вршњака који живе исти или сличан живот они стичу велики отпор према било каквим ауторитетима сматрајући да је беспотребан.
Постоји више проблема идентификације малолетних делинквената.
Немогућност ма какве идентификације – Код ових особа спољни фактори имају минималну улогу при чињењу криминалних дела. Узрок немогућности идентификације је константан осећај усамљености који их константно враћа понављањем криминалних радњи.
Позитивна идентификација са социјално негативном групом – Такође под притиском јаког осећаја усамљености и најчешће веома лоших породичних односа ова деца би све дала да их неко воли тј.све би дали за своје другове па из тог разлога чине и криминална дела.
Амбивалентна идентификација са жртвама – Најчешће деца која су имала тешко детињство или младост имају овај вид идентификације. Велики број њих имао је лоше навике: употребу дувана, алкохола, проституисање, честу појаву бекства од куће
Узроци и карактеристике малолетних преступника могу се видети и на примеру да су та деца неспособна да избалансирају способности и амбиције те се као последице јављају неприлагођеност и инфериорност што подразумева осећај немоћи и неспособности тј.у неким случајевима комплексе ниже вредности. Наиме, ти њихови неостварени циљеви због којих себе сматрају мање вреднима нису велики снови као код остале деце већ основни услови нормалног живота као на пример остварење нормалних односа са родитељима.
Велику разлику представља и начин на који млади преступници теже да реше своје проблеме. У односу на осталу децу они су знатно директнији и конкретнији у решавању истих. Како не умеју да каналишу проблеме на друштвено прихватљиве начине они често емоционалне тензије решавају екстровертним изражавањем у које спадају агресија и напади (вербални и физички) на своју околину.
Сви ти напади на околину јесу последица живота у породици у којој нема контроле и где је наклоност међу члановима на минималном нивоу. Дошавши из таквог окружења, малолетни преступници често без гриже савести повређују неке особе или им отимају нешто.
Корак даље од класичних малолетних преступника јесу психопати малолетни преступници. Карактеришу их окрутно, агресивно, пркосно, егоцентрично, хладнокрвно и осветољубиво понашање, што је последица тога да су ова деца невољена, нежељена и одбачена.

### Превентивне мере и казне
Како се креће од тезе да су малолетни делинквенти интелектуално, физички, емоционално, социјално, радно, физички незреле особе, да би дошло до правилног развоја потребно је задовољити њихове потребе и обезбедити им одређене услове.
1. Физички услови, обезбеђивање физичког здравља врши се помоћу исхране, телесних активности, одмор, спавање и остале физиолошке потребе;
2. Емоционални услови тачније здрава емоционална клима, осећај сигурности, прихватања, узајамна љубав, разумевање од стране васпитача, давање могућности да доживе успехе, умањивање осећаја кривице;
3. Здрав социјални развој и наставак школовања што у себи садржи припадање групи, интегритет, поштовање и уважавање личности, друштвено одобравање, дисциплиновано, каналисано социјално прихватљиво понашање, вођење и надзор тј.интересовање одраслих за њихов живот и поступке и остале социјалне проблеме.

Ове услове у обавези су да обезбеде васпитне установе намењене преваспитавању малолетних делинквената, код нас су то казнено поправни домови.

### Опште одлике криминалитета малолетника у Србији
Између оптужених, пријављених, и кривично санкционисаних малолетника постоји битна разлика чије разлоге треба тражити у околностима да се при разматрању пријава одређени број истих одбацује или се поступак обуставља, као и при кашњењу доношења одлука о пријавама.
У Србији се, у појединим годинама, на статистици појавио већи број оптужених него пријављених делинквената.
За овакав податак постоји објашњење да се санкционисањем малолетника воде различите институције као што су полиција, тужилаштво и суд, као и разлог закаснело донетих одлука о случајевима из претходних година који су 1999. и 2000. године процесуирани. Минулих година у Србији је просечно оптужено било чак 92% пријављених малолетника, од чега је 63% бивало кривично санкционисано. Учешће таквих оптуженика у броју је веће и просечно износи и до 68%. У Србији се, на годишњем нивоу, просечно осуди око 36 000 пунолетних и 2350 малолетних особа.
Број пунолетних извршилаца кривичних дела показује релативну стабилност, нарочито у последњим годинама, док су осцилације кривично санкционисаних малолетних лица нешто израженије. Заступљеност малолетних починиоца кривичних дела код нас износи преко 6%.
Криминалитет малолетника најчешће је имовинског карактера и извршиоци оваквог кривичног дела, у укупној маси кривично санкционисаних учествују чак са 79%.
Другу групу по учешћу чине кривична дела против живота и тела. Оваква дела су знатно повећана у укупном криминалитету једног девијанта. Кривична дела против безбедности јавног саобраћаја заузимају треће место по учесталости јер износе целих 3,1%. Група кривичних дела против јавног реда и мира такође благо осцилује у последњим годинама и износи од 0.6 до 2,9% девијаната. Кривична дела против полне слободе су последња по учесталости и износе мање од 1%.
Криминалитет малолетника у Србији је најчешће насилничког типа. Статистика каже да је скоро 60% малолетника кривично санкционисано због вршења кривичних дела која су у себи имала примесе насиља. Насилничко понашање је важна тачка малолетне делинквенције у Србији, и оваква врста криминалитета је знатно присутнија у популацији кривично санкционисаних малолетника, него његово учешће у укупном криминалитету.